# Olaf Keller
Olaf Keller (* 5. Oktober 1945 in Krumpa; † 24. Oktober 2019) war ein deutscher Fußballtorwart und Fußballtrainer. Als Trainer wirkte er 1981/82 mit Chemie Buna Schkopau in der DDR-Oberliga, der höchsten Spielklasse des DDR-Fußball-Verbandes.

## Sportliche Laufbahn
Als Siebenjähriger begann Keller bei der Betriebssportgemeinschaft (BSG) Chemie des VEB Mineralölwerk Lützkendorf Fußball zu spielen. 1960 wechselte er zur BSG Aktivist Geiseltal, wo er zuletzt in der drittklassigen Bezirksliga Halle spielte. 1964 delegierte ihn die BSG zum DDR-Oberligisten SC Motor Jena, aus dem ein Jahr später der FC Carl Zeiss Jena gebildet wurde. Keller schaffte jedoch nicht den Sprung in die 1. Mannschaft, und so wechselte er 1968 zum Oberligisten Hallescher FC Chemie. Dort blieb er nur eine Saison und wurde ebenfalls nicht in der Oberligamannschaft eingesetzt. Zur Saison 1969/70 schloss sich Keller der BSG Chemie Buna Schkopau an, mit der er zunächst wieder in der Bezirksliga spielte. Mit dieser Mannschaft wurde er bereits in seiner ersten Saison Bezirksmeister, scheiterte aber in der Aufstiegsrunde zur DDR-Liga. 1971 konnten die Chemiker ihren Meistertitel verteidigen und stiegen aufgrund der Erweiterung der DDR-Liga automatisch auf. Anschließend folgte ein Wechselspiel zwischen DDR-Liga und Bezirksliga, ehe sich Schkopau ab 1973 dauerhaft in der zweitklassigen DDR-Liga behaupten konnte. Als Keller 1976 seine Laufbahn als Torwart beendete, hatte die BSG Chemie Buna Schkopau zum Saisonende Platz sieben in der zwölf Mannschaften umfassenden Staffel C erreicht.
Unmittelbar nach dem Ende seiner Torwartkarriere setzte er seine Fußball-Laufbahn bei seiner bisherigen Mannschaft als Trainer fort. In seiner ersten Trainersaison verbesserte er die Mannschaft auf den vierten Platz, und im fünften Jahr seiner Trainertätigkeit führte er die BSG 1981 zum Aufstieg in die DDR-Oberliga. Als krasser Außenseiter stieg Schkopau nach einem Jahr wieder ab, und Keller betreute die Mannschaft noch ein weiteres Jahr in der DDR-Liga. In der Saison 1983/84 war Keller Assistenztrainer unter Harro Miller beim Oberligisten 1. FC Lokomotive Leipzig, danach wechselte er zum Oberligaabsteiger Hallescher FC Chemie. Nachdem es ihm innerhalb von zwei Jahren nicht gelang, die Hallenser in die Oberliga zurückzuführen, wurde er nach der Saison 1985/86 von Karl Trautmann abgelöst.
In der Folgezeit war der zum Lehrer ausgebildete Keller jeweils für zwei Jahre Trainer bei den DDR-Ligisten Chemie Böhlen (1987–1988) und Stahl Thale (1988–1990). Nach der Einführung des DFB-Spielbetriebs in Ostdeutschland zog sich Keller vom Fußball zurück und arbeitete in der Privatwirtschaft.
Keller verstarb im Oktober 2019 fast drei Wochen nach seinem 74. Geburtstag.